# Hyperolius riggenbachi
Hyperolius riggenbachi és una espècie de granota de la família dels hiperòlids que viu a Camerun i Nigèria.
Està amenaçada d'extinció per la pèrdua del seu hàbitat natural.